# 窗簾式髮型

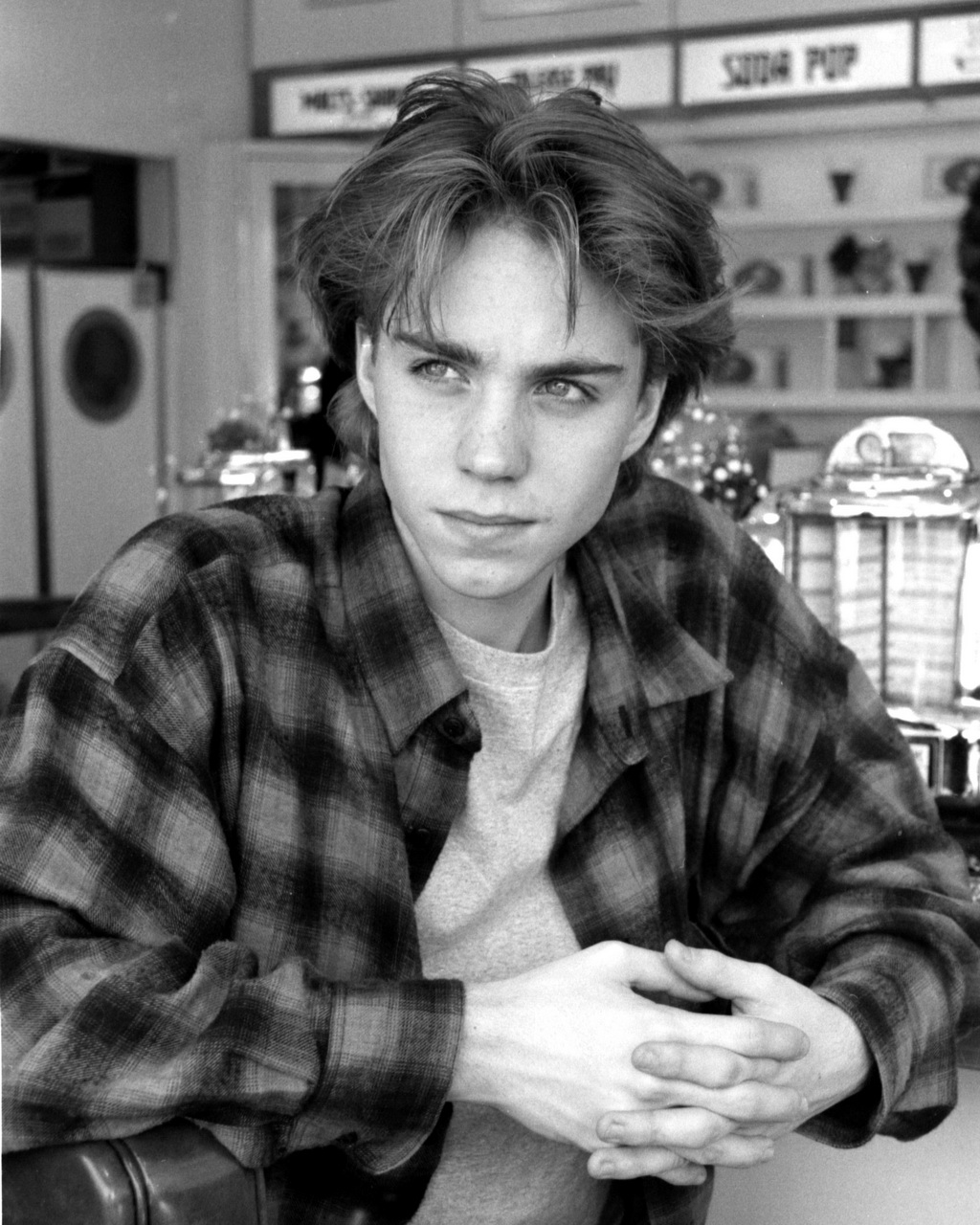
乔纳森·布兰迪斯

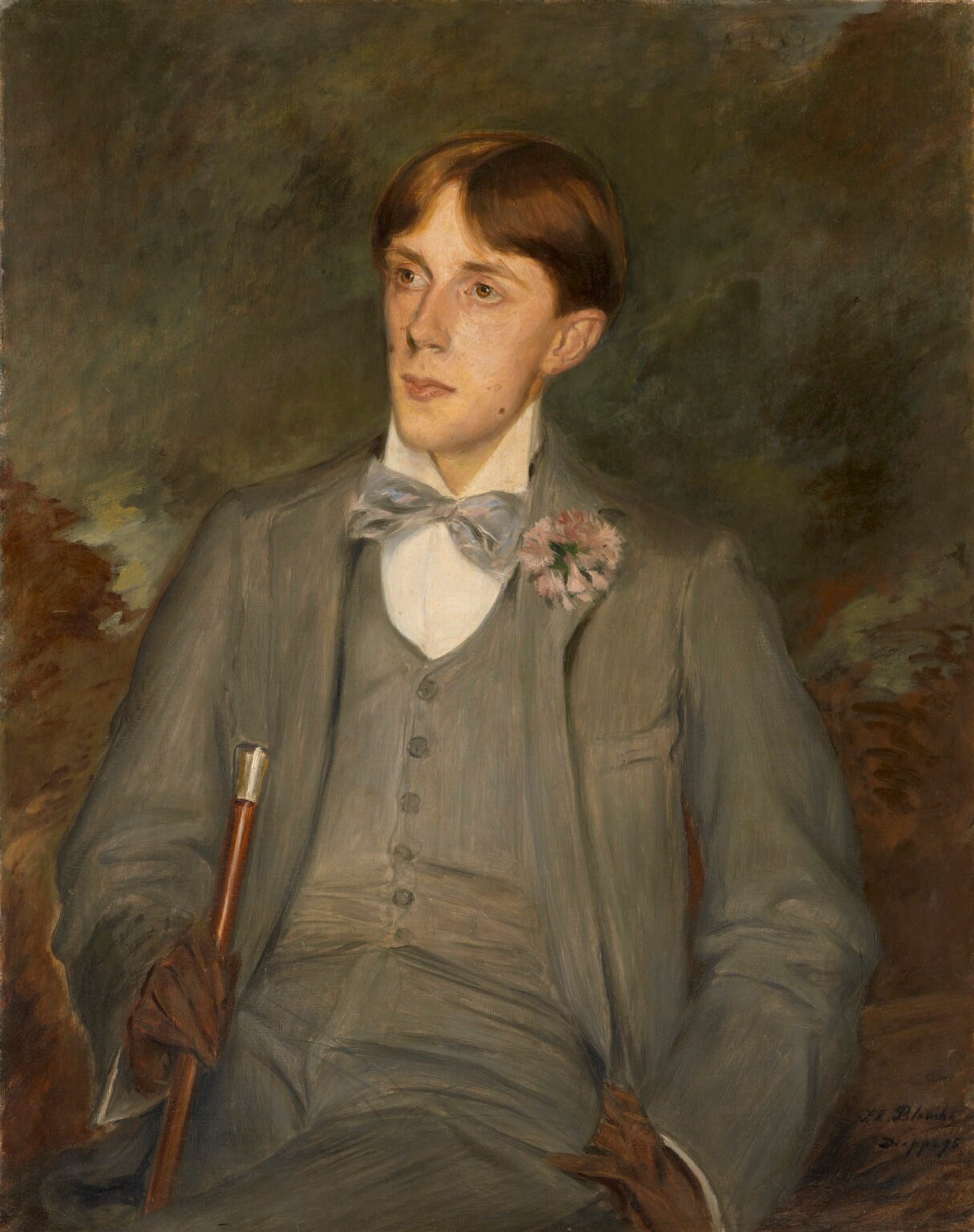
奥伯利·比亚兹莱

窗簾式髮型是一种額頭兩側頭髮較長、額頭中間頭髮較少的发型，其實將瀏海拉向两侧或者減去中間的瀏海後就能達成這種效果。此種髮型常見於男性。20世纪和21世纪的欧洲和北美，留有此種髮型的人比較多。